# August Munckel
Carl August Ludwig Munckel (født 23. januar 1837 i Pyritz, død 10. april 1903 i Berlin) var en tysk politiker og sagfører.
Munckel studerede retsvidenskaben i Berlin og blev 1864 sagfører sammesteds. Han udmærkede sig særlig ved forsvar i politiske sager, blandt andet for grev Harry von Arnim (1874—75) og var gentagne gange talsmand for nordslesvigerne imod regeringsovergreb. Siden 1881 var han Medlem af den tyske rigsdag (indtil 1893 valgt i Berlin) og hørte til det frisindede folkeparti; ligeledes siden 1882 af det preussiske underhus. Endvidere var han 1882—84 formand for byrådet i Charlottenburg og siden 1887 medlem af den brandenburgske provinslanddag.